# Palouse (fiume)
Il Palouse (in inglese Palouse River) è un fiume del Nord America, che scorre nello Stato di Washington e nell'Idaho. È un affluente del fiume Snake.
Il bacino idrografico del fiume Palouse copre una superficie di 8.555 km² e la sua portata media raggiunge i 17 m³/s

## Corso
Questo fiume scorre nel nord dell'Idaho, a sud-est dello Stato di Washington, e nella regione di Palouse, dalla quale prende il nome. Attraversa quattro contee: la contea di Latah, la contea di Whitman, la contea di Adams e infine la contea di Franklin.